# Estació de Quart
Estació de Quart és una estació de ferrocarril de Quart (Gironès) inclosa a l'Inventari del Patrimoni Arquitectònic de Catalunya. Es va construir per donar servei a l'antiga Línia Sant Feliu de Guíxols - Girona explotada inicialment per la Companyia del Ferrocarril de Sant Feliu de Guíxols a Girona.

## Descripció
Construcció de planta rectangular i coberta a dues aigües amb caiguda a la façana principal i posterior. Composició simètrica als quatre murs: dues portes i una finestra al mig i dues finestres i ull de bou als costats estrets. La part baixa del mur, els marcs i la cornisa són de maó vermell i l'ampit de la finestra de rajola vidriada. El carener està decorat amb un ferro forjat.

## Història
El 15 d'abril de 1889 es constitueix la "Companyia de Sant Feliu de Guíxols a Girona". El primer viatge s'efectua el 30 de juny de 1892. L'estació degué ser bastida entre aquestes dues dates i té les mateixes característiques que les de Castell d'Aro, santa Cristina d'Aro i la Font Picant. L'últim viatge realitzat pel carrilet es feu el 10 d'abril de 1969.Actualment, desapareguda la xarxa viària, ha estat adaptada com a guarderia: s'ha restaurat l'exterior i condicionat l'interior convertint-lo en un únic espai.